# Wereldkampioenschap superbike van Donington 1993
Het wereldkampioenschap superbike van Donington 1993 was de twaalfde ronde van het wereldkampioenschap superbike 1993. De races werden verreden op 3 oktober 1993 op Donington Park in North West Leicestershire, Verenigd Koninkrijk.

## Race 1
| Pos | Nr | Rijder               | Constructeur | Rondes | Tijd                | Grid | Punten |
| --- | -- | -------------------- | ------------ | ------ | ------------------- | ---- | ------ |
| 1   | 11 | Scott Russell        | Kawasaki     | 25     | 40:09.660           | 4    | 20     |
| 2   | 4  | Carl Fogarty         | Ducati       | 25     | +0.650              | 1    | 17     |
| 3   | 6  | Aaron Slight         | Kawasaki     | 25     | +4.250              | 6    | 15     |
| 4   | 5  | Fabrizio Pirovano    | Yamaha       | 25     | +51.180             | 9    | 13     |
| 5   | 10 | Piergiorgio Bontempi | Kawasaki     | 25     | +1:03.850           | 7    | 11     |
| 6   | 32 | Brian Morrison       | Kawasaki     | 25     | +1:07.440           | 13   | 10     |
| 7   | 67 | Andreas Meklau       | Ducati       | 25     | +1:10.600           | 19   | 9      |
| 8   | 19 | Andreas Hofmann      | Kawasaki     | 25     | +1:13.970           | 16   | 8      |
| 9   | 14 | Christer Lindholm    | Yamaha       | 25     | +1:19.760           | 10   | 7      |
| 10  | 61 | Jeremy McWilliams    | Ducati       | 25     | +1:24.910           | 14   | 6      |
| 11  | 64 | Christian Lavieille  | Ducati       | 25     | +1:40.020           | 23   | 5      |
| 12  | 51 | Steve Hislop         | Ducati       | 25     | +1:42.780           | 11   | 4      |
| 13  | 48 | Michael Rutter       | Kawasaki     | 25     | +1:43.790           | 27   | 3      |
| 14  | 39 | Ray Stringer         | Kawasaki     | 25     | +1:46.900           | 18   | 2      |
| 15  | 31 | Michael Liedl        | Kawasaki     | 25     | +1:48.310           | 33   | 1      |
| 16  | 62 | Alex Vieira          | Yamaha       | 25     | +1:49.420           | 25   |        |
| 17  | 50 | Florian Ferracci     | Ducati       | 25     | +2:11.790           | 34   |        |
| 18  | 68 | Denis Bonoris        | Kawasaki     | 25     | +2:37.190           | 28   |        |
| 19  | 43 | Jean-Marc Delétang   | Yamaha       | 24     | +1 ronde            | 24   |        |
| 20  | 71 | Roger Bennett        | Kawasaki     | 24     | +1 ronde            | 32   |        |
| 21  | 66 | Marcel Ernst         | Kawasaki     | 24     | +1 ronde            | 36   |        |
| 22  | 54 | Tripp Nobles         | Honda        | 24     | +1 ronde            | 30   |        |
| DNF | 23 | Fabrizio Furlan      | Kawasaki     | 19     | Uitgevallen         | 20   |        |
| DNF | 29 | Terry Rymer          | Yamaha       | 17     | Uitgevallen         | 15   |        |
| DNF | 65 | Dominique Sarron     | Yamaha       | 15     | Uitgevallen         | 21   |        |
| DNF | 20 | Jeffry de Vries      | Yamaha       | 14     | Uitgevallen         | 26   |        |
| DNF | 34 | Mauro Lucchiari      | Ducati       | 10     | Uitgevallen         | 12   |        |
| DNF | 69 | James Whitham        | Yamaha       | 9      | Uitgevallen         | 5    |        |
| DNF | 9  | Giancarlo Falappa    | Ducati       | 9      | Uitgevallen         | 3    |        |
| DNF | 44 | Niall Mackenzie      | Ducati       | 8      | Uitgevallen         | 2    |        |
| DNF | 59 | Jim Moodie           | Ducati       | 5      | Uitgevallen         | 8    |        |
| DNF | 70 | Aldeo Presciutti     | Ducati       | 5      | Uitgevallen         | 29   |        |
| DNF | 15 | Adrien Morillas      | Kawasaki     | 5      | Uitgevallen         | 17   |        |
| DNF | 47 | Robert Holden        | Yamaha       | 4      | Uitgevallen         | 35   |        |
| DNF | 28 | Jean-Yves Mounier    | Yamaha       | 4      | Uitgevallen         | 31   |        |
| DNF | 57 | Matt Llewellyn       | Kawasaki     | 3      | Uitgevallen         | 22   |        |
| DNQ | 53 | Peter Graves         | Ducati       | 0      | Niet gekwalificeerd |      |        |
| DNQ | 55 | Christy Rebuttini    | Ducati       | 0      | Niet gekwalificeerd |      |        |
| DNQ | 7  | Stéphane Mertens     | Ducati       | 0      | Niet gekwalificeerd |      |        |
| DNQ | 60 | Gérald Muteau        | Yamaha       | 0      | Niet gekwalificeerd |      |        |
| DNQ | 45 | David Jefferies      | Yamaha       | 0      | Niet gekwalificeerd |      |        |
| DNQ | 58 | Rudi Ammann          | Suzuki       | 0      | Niet gekwalificeerd |      |        |
| DNQ | 63 | Richard Defago       | Kawasaki     | 0      | Niet gekwalificeerd |      |        |
| DNQ | 37 | Gerard van der Wal   | Yamaha       | 0      | Niet gekwalificeerd |      |        |
| DNQ | 41 | Walter Ammann        | Suzuki       | 0      | Niet gekwalificeerd |      |        |
| DNQ | 42 | Anton Berghammer     | Yamaha       | 0      | Niet gekwalificeerd |      |        |

## Race 2
| Pos | Nr | Rijder               | Constructeur | Rondes | Tijd                | Grid | Punten |
| --- | -- | -------------------- | ------------ | ------ | ------------------- | ---- | ------ |
| 1   | 11 | Scott Russell        | Kawasaki     | 25     | 40:21.000           | 4    | 20     |
| 2   | 6  | Aaron Slight         | Kawasaki     | 25     | +0.680              | 6    | 17     |
| 3   | 69 | James Whitham        | Yamaha       | 25     | +2.540              | 5    | 15     |
| 4   | 44 | Niall Mackenzie      | Ducati       | 25     | +4.900              | 2    | 13     |
| 5   | 9  | Giancarlo Falappa    | Ducati       | 25     | +20.500             | 3    | 11     |
| 6   | 5  | Fabrizio Pirovano    | Yamaha       | 25     | +21.890             | 9    | 10     |
| 7   | 67 | Andreas Meklau       | Ducati       | 25     | +34.560             | 19   | 9      |
| 8   | 10 | Piergiorgio Bontempi | Kawasaki     | 25     | +42.110             | 7    | 8      |
| 9   | 32 | Brian Morrison       | Kawasaki     | 25     | +53.600             | 13   | 7      |
| 10  | 14 | Christer Lindholm    | Yamaha       | 25     | +1:03.420           | 10   | 6      |
| 11  | 57 | Matt Llewellyn       | Kawasaki     | 25     | +1:17.040           | 22   | 5      |
| 12  | 31 | Michael Liedl        | Kawasaki     | 25     | +1:19.790           | 33   | 4      |
| 13  | 64 | Christian Lavieille  | Ducati       | 25     | +1:23.700           | 23   | 3      |
| 14  | 68 | Denis Bonoris        | Kawasaki     | 25     | +1:24.100           | 28   | 2      |
| 15  | 62 | Alex Vieira          | Yamaha       | 25     | +1:25.220           | 25   | 1      |
| 16  | 43 | Jean-Marc Delétang   | Yamaha       | 25     | +1:25.930           | 24   |        |
| 17  | 48 | Michael Rutter       | Kawasaki     | 25     | +1:26.290           | 27   |        |
| 18  | 54 | Tripp Nobles         | Honda        | 25     | +1:26.840           | 30   |        |
| 19  | 23 | Fabrizio Furlan      | Kawasaki     | 24     | +1 ronde            | 20   |        |
| 20  | 71 | Roger Bennett        | Kawasaki     | 24     | +1 ronde            | 32   |        |
| 21  | 47 | Robert Holden        | Yamaha       | 24     | +1 ronde            | 35   |        |
| 22  | 70 | Aldeo Presciutti     | Ducati       | 24     | +1 ronde            | 29   |        |
| DNF | 65 | Dominique Sarron     | Yamaha       | 15     | Uitgevallen         | 21   |        |
| DNF | 28 | Jean-Yves Mounier    | Yamaha       | 15     | Uitgevallen         | 31   |        |
| DNF | 20 | Jeffry de Vries      | Yamaha       | 10     | Uitgevallen         | 26   |        |
| DNF | 19 | Andreas Hofmann      | Kawasaki     | 9      | Uitgevallen         | 16   |        |
| DNF | 4  | Carl Fogarty         | Ducati       | 7      | Uitgevallen         | 1    |        |
| DNF | 50 | Florian Ferracci     | Ducati       | 6      | Uitgevallen         | 34   |        |
| DNF | 61 | Jeremy McWilliams    | Ducati       | 5      | Uitgevallen         | 14   |        |
| DNF | 29 | Terry Rymer          | Yamaha       | 4      | Uitgevallen         | 15   |        |
| DNF | 39 | Ray Stringer         | Kawasaki     | 4      | Uitgevallen         | 18   |        |
| DNF | 15 | Adrien Morillas      | Kawasaki     | 3      | Uitgevallen         | 17   |        |
| DNF | 34 | Mauro Lucchiari      | Ducati       | 0      | Uitgevallen         | 12   |        |
| DNF | 66 | Marcel Ernst         | Kawasaki     | 0      | Uitgevallen         | 36   |        |
| DNS | 59 | Jim Moodie           | Ducati       | 0      | Niet gestart        | 8    |        |
| DNS | 51 | Steve Hislop         | Ducati       | 0      | Niet gestart        | 11   |        |
| DNQ | 53 | Peter Graves         | Ducati       | 0      | Niet gekwalificeerd |      |        |
| DNQ | 55 | Christy Rebuttini    | Ducati       | 0      | Niet gekwalificeerd |      |        |
| DNQ | 7  | Stéphane Mertens     | Ducati       | 0      | Niet gekwalificeerd |      |        |
| DNQ | 60 | Gérald Muteau        | Yamaha       | 0      | Niet gekwalificeerd |      |        |
| DNQ | 45 | David Jefferies      | Yamaha       | 0      | Niet gekwalificeerd |      |        |
| DNQ | 58 | Rudi Ammann          | Suzuki       | 0      | Niet gekwalificeerd |      |        |
| DNQ | 63 | Richard Defago       | Kawasaki     | 0      | Niet gekwalificeerd |      |        |
| DNQ | 37 | Gerard van der Wal   | Yamaha       | 0      | Niet gekwalificeerd |      |        |
| DNQ | 41 | Walter Ammann        | Suzuki       | 0      | Niet gekwalificeerd |      |        |
| DNQ | 42 | Anton Berghammer     | Yamaha       | 0      | Niet gekwalificeerd |      |        |

## Tussenstanden na wedstrijd
| Pos | Nr | Rijder            | Team     | Punten |
| --- | -- | ----------------- | -------- | ------ |
| 1   | 11 | Scott Russell     | Kawasaki | 361,5  |
| 2   | 4  | Carl Fogarty      | Ducati   | 329,5  |
| 3   | 6  | Aaron Slight      | Kawasaki | 290    |
| 4   | 5  | Fabrizio Pirovano | Yamaha   | 255    |
| 5   | 9  | Giancarlo Falappa | Ducati   | 229    |

1988 · 1989 · 1990 · 1991 · 1992 · 1993 · 1994 (I) · 1994 (II) · 1995 · 1996 · 1997 · 1998 · 1999 · 2000 · 2001 · 2007 · 2008 · 2009 · 2011 · 2012 · 2013 · 2014 · 2015 · 2016 · 2017 · 2018 · 2019 · 2021 · 2022 · 2023 · 2024 · 2025